# Frank Visbeen
Frank Visbeen (Haarlem, 2 maart 1937 - Portugal, 12 augustus 1996 was een Nederlands journalist, ambtenaar en schaakmeester. Als medewerker film van de Rotterdamse Kunststichting staat Visbeen met Adriaan van der Staay bekend als bedenkers van het Film International, het latere International Film Festival Rotterdam.

## Levensloop
Visbeen was geboren en getogen in Haarlem. Na de middelbare school zwierf hij enige tijd door Europa en Australië. In 1959 begon hij als journalist bij de Haagsche Courant en van 1964 tot 1969 werkte hij voor het Rotterdams Nieuwsblad, waar hij schreef over kunst en cultuur.
In 1968 werd Visbeen bestuurslid van de hernieuwde Rotterdamse filmliga. In 1969 stapte hij uit de journalistiek en begon als voorlichter bij de Rotterdamse Kunststichting. Bij de RKS werd hij ook medewerker film. In deze hoedanigheid heeft hij met Adriaan van der Staay het idee voor het Rotterdamse Filmfestival bedacht. Met Huub Bals en journalist-programmeur Hans Saaltink programmeerde hij later het Film International, het latere International Film Festival Rotterdam. Hiernaast was hij nog enige jaren bij het filmfestival betrokken.
Als filmkenner gaf Visbeen ook gastcolleges aan de Academie van Beeldende Kunst te Rotterdam. Hij was verder een expert in probleemschaak. Op grond van zijn verdienste op dit gebied werd hem de internationale FIDE meester verleend, de eerste Nederlander die om die reden de titel verkreeg. Hiernaast was hij  jaren hoofdredacteur van het schaakmagazine Probleemblad. Visbeen was de vader van regisseur Marcel Visbeen.

## Publicaties, een selectie
- Frank Visbeen, Rotterdamse filmnota, RKS, 1972.

### Publicaties over Frank Visbeen
- Anton Haakman, "Een voorbeeld van gemeentelijk filmbeleid. Interview met Frank Visbeen," in: Skoop, jaargang 10, nr. 6 (1974), p. 7-13.
- Rob Langestraat, "Filmhuis Rotterdam (interview met Frank Visbeen)," in: Skrien nr. 53 (november 1975).
- Frans Westra en Jan Heijs. Que le tigre danse!, Otto Cramwinckel, 1996.